# 1832 a tudományban
Az 1832. év a tudományban és a technikában.

## Matematika
- Megjelenik Bolyai János Appendix című munkája apja Tentamenje első kötetének függelékeként

## Biológia
- Elkezdődik Isidore Geoffroy Saint-Hilaire Histoire générale et particulière des anomalies de l’organisation chez l’homme et les animaux című munkájának kiadása (3 kötet, 1832-1836)

## Születések
- május 14. – Rudolf Lipschitz német matematikus († 1903)
- június 17. – William Crookes angol fizikus, kémikus, a tallium felfedezője, 1879-ben A sugárzó anyagról publikált elmélete az elektronelmélet fontos előfutára volt[1]  († 1919)
- augusztus 16. – Wilhelm Wundt fiziológus és pszichológus († 1920)
- október 2. – Edward Burnett Tylor angol antropológus († 1917)
- november 18. – Adolf Erik Nordenskiöld finnországi svéd sarkkutató, geológus, mineralógus († 1901)
- december 12. – Ludwig Sylow norvég matematikus († 1918)
- december 15. – Gustave Eiffel francia mérnök († 1923)

## Halálozások
- február 22. – Pethe Ferenc gazdasági szakíró, az első magyar gazdasági szaklap szerkesztője (* 1762)
- május 13. – Georges Cuvier francia zoológus, geológus, az összehasonlító anatómia megalapítója, az őslénytan úttörője és korának egyik legnagyobb természettudósa (* 1769)
- június 1. – Haberle Károly természetkutató, botanikus, bölcselet- és orvosdoktor, egyetemi tanár  (* 1764)
- június 23. – James Hall skót geológus, fizikus (* 176)
- augusztus 24. – Sadi Carnot francia fizikus, matematikus és mérnök. Őt tekintik a világ első termodinamikusának (* 1796)
- szeptember 2. – Zách János Ferenc (Zach János Xavér) magyar csillagász és geodéta, a Magyar Tudományos Akadémia tagja (* 1754)